# 文登站
文登站，位于中华人民共和国山东省威海市文登区，是桃威铁路上的火车站，建于1993年，济南局集团管辖。

## 車站周邊
- 文登区荣昌旅游度假区
- 威青高速公路

## 业务办理
客运业务办理旅客乘降，行李，包裹托运。货运业务则办理整车货物到发。

## 歷史
- 建于1993年。

## 外部連結
- 中国铁路客户服务中心 （页面存档备份，存于）